# シャルル10世 (フランス王)
シャルル10世（フランス語: Charles X、1757年10月9日 - 1836年11月6日）は、復古王政のブルボン朝最後のフランス国王（在位: 1824年9月16日 - 1830年8月2日）である。ナバラ国王としてはカルロス5世（バスク語: Karlos V.a）。
即位以前にはアルトワ伯爵（comtes d'Artois, コント・ダルトワ）の称号で呼ばれる。
フランス革命勃発後、すぐにロンドンに亡命して国内外の反革命を指導し、復古王政でも極端な反動政治を敷いて七月革命を引き起こした。

## 生涯

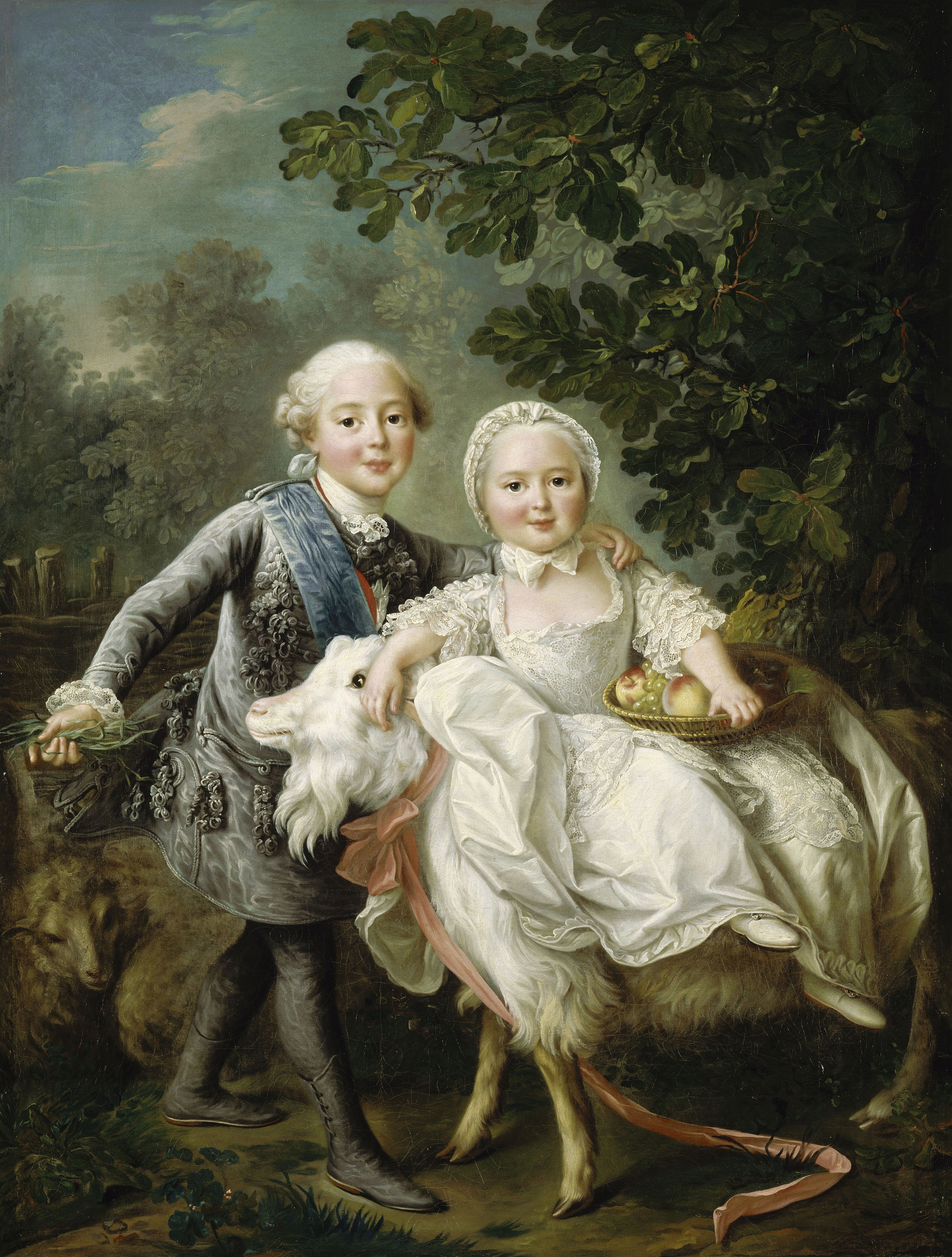
アルトワ伯爵と妹クロティルド。フランソワ＝ユベール・ドルーエ画、。

フランス王太子ルイ・フェルディナンと妻マリー＝ジョゼフ・ド・サクスの五男として、1757年に生まれた。1773年にマリー・テレーズ・ド・サルデーニュ（兄プロヴァンス伯爵ルイの妻マリー・ジョゼフィーヌ・ド・サヴォワの妹）と結婚、2年後に妹クロティルドとマリー・テレーズの兄カルロ・エマヌエーレ4世が結婚した。数年のうちに5,600万フランに上る借金を背負うことになったが、国に肩代わりさせた。アメリカ独立戦争期の1782年にジブラルタル包囲戦に参戦したが、軍人への道を進むというよりは放蕩した生活を送らないようにするための措置だった。

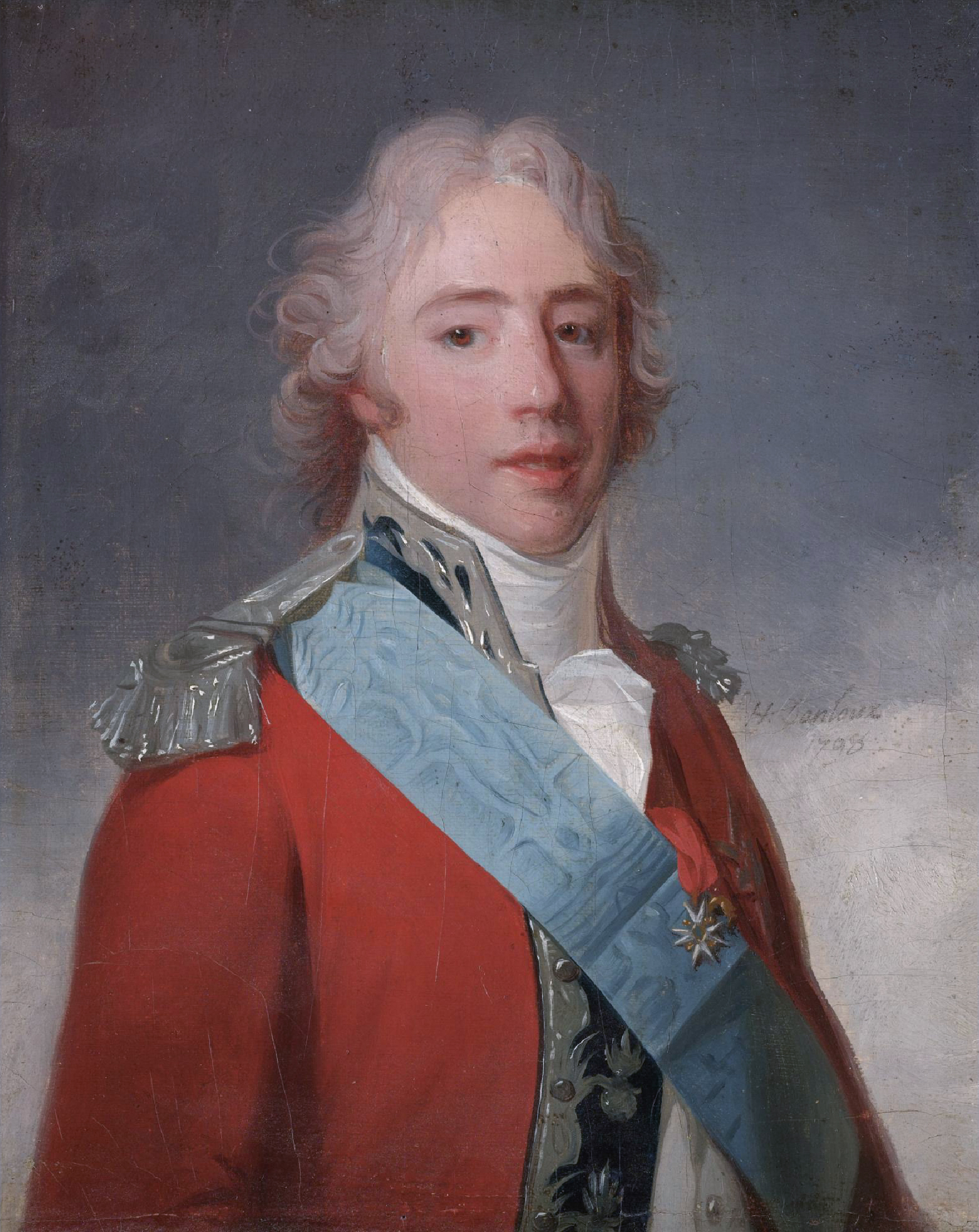
アンリ＝ピエール・ダンルーによる肖像画、1798年。

フランス革命以前は政治にほとんど関わらなかったが、革命が勃発するとフランス王妃マリー・アントワネットとともに宮廷の反革命派を主導した。1789年7月のバスティーユ襲撃の直後、兄にあたるフランス王ルイ16世に命じられてフランスを脱出、オーストリア領ネーデルラント、ついでトリノに向かった。以降エミグレ（フランスからの亡命者）の指導者として、オーストリア、プロイセン、ロシア、イギリスといったヨーロッパ諸国の宮廷を回って王党派への支持を集め、1791年にピルニッツ宣言を出させた。1793年にルイ16世が処刑され、1795年にその息子ルイ17世が死去すると、ルイ18世として即位を宣言したプロヴァンス伯爵からムッシュの称号を与えられた。同年にもヴァンデの反乱への支援としてユー島に遠征したが、それ以上の進軍を拒否、再度イギリスに亡命した。イギリスではロンドン、ついでエディンバラのホリールード宮殿、バッキンガムシャーのハートウェルに住んだ。
1814年2月にフランスに戻り、第六次対仏大同盟の同盟軍がパリに入城した後の4月にはアルトワ伯爵もパリに入城した。また王国総代理官として同盟軍と軍事協約を締結した。兄ルイ18世の治世ではユルトラ（超王党派）の指導者を務め、1814年憲章に反対した。1824年9月に兄が死去するとシャルル10世としてフランス国王に即位した。
即位直後は謙虚な態度で支持を集めたが、ランスでの戴冠式はアンシャン・レジームのような豪華さであり、王権神授説に基づき統治することを民衆に示した。実際に政策も反動的であり、1825年5月には亡命貴族10億フラン法を制定、フランス革命で領地を没収されたエミグレに国庫から補償した（補償対象は10億フランに上るとされた）。また国民衛兵の閲兵式で野次が飛ぶと、翌日に国民衛兵の解散を命じる勅令を出した。このほかにも涜聖法を制定している。これらの政策はすべてヴィレール伯爵内閣期に行われ、シャルル10世の人気の凋落を招いた。1828年にヴィレール内閣が崩壊してマルティニャック子爵が政府首班になり、出版の自由や宗教教育の制限といった自由主義的政策がとられたが、内閣は極左と極右の攻撃を受け、シャルル10世は自由主義者との融和を諦め、反動政策と教会強化を主張するジュール・ド・ポリニャックを首相に任命した。
イギリスのウェリントン公爵は保守派だったにも関わらず、名誉革命で王位を追われたイングランド王ジェームズ2世を引き合いに出し、シャルル10世が聖職者政権を成立させたと批判した。フランスでも社会不安が広がったが、シャルル10世は態度をさらに硬化、1830年の代議院開会式で代議院の抗議を受けると同年5月16日に議会を解散した。これにより1830年フランス代議院選挙が行われたが、野党の躍進に終わった。結果を見たシャルル10世は大臣の助言もあり、1830年7月25日に七月勅令を出した。七月勅令は議会解散、選挙権制限、9月の再選挙、出版の自由の廃止といった内容であったが、シャルル10世は暴動を予想せず、パリで軍を指揮していたオーギュスト・ド・マルモン元帥にも指示を下さなかった。しかし、七月勅令の報せを受けたパリ市民は七月革命を起こした。革命発生当時、サン＝クルーにいたシャルル10世はヴェルサイユ、ついでパリ近郊のランブイエに避難したが、事態の重大さを知ると7月30日に王太子のアングレーム公爵ルイ・アントワーヌに譲位、オルレアン公爵ルイ・フィリップ3世を王国総代理官に任命した。
そして、ルイ＝フィリップが国王即位を受諾したとの報せが届くと、シャルル10世は抵抗を諦めて、マントノン経由で海岸部のシェルブールに撤退、8月16日にシェルブールで船に乗ってイギリスに亡命した。以降ホリールード宮殿などヨーロッパ各地を転々とし、1836年11月6日に保養地ゲルツ（現在はイタリア領ゴリツィア）で死去した。遺体は遺言に基づきゴリツィア郊外（現在はスロヴェニア領のノヴァ・ゴリツァ）に埋葬された。
フランスの歴史団体はフランス王で唯一フランス国内に埋葬されていないシャルル10世の遺骨を母国に戻すよう運動を行っているが、終焉の地であるノヴァ・ゴリツァの市長や住民は、シャルル10世はすでに地元の歴史の一部になっているとして反発している。

## 家族
1773年11月16日、サルデーニャ国王ヴィットーリオ・アメデーオ3世の娘マリー・テレーズと結婚し、2男2女を儲けた。
- ルイ・アントワーヌ（1775年 - 1844年） - アングレーム公爵[9]
- ソフィー（英語版）（1776年 - 1783年） - 早世[9]
- シャルル・フェルディナン（1778年 - 1820年） - ベリー公爵[9]
- マリー・テレーズ・ルイーズ（フランス語版）（1783年） - 夭折[9]

## 関連書籍
- 両角良彦 『反ナポレオン考 時代と人間』 朝日新聞出版〈朝日選書 615〉、1998年12月新版、ISBN 978-4-02-259715-1。
- Wood, James, ed. (1907). “Charles X.” . The Nuttall Encyclopædia (英語). London and New York: Frederick Warne.
- Beach, Chandler B., ed. (1914). “Charles X” . The New Student's Reference Work  (英語). Chicago: F. E. Compton and Co. p. 369.